# Sulcispora
Sulcispora is een monotypisch geslacht van schimmels behorend tot de familie Phaeosphaeriaceae. Het bevat alleen Sulcispora supratumida.